# Tired of Hanging Around
Tired of Hanging Around è il secondo album del gruppo indie rock inglese The Zutons, pubblicato il 17 aprile 2006. Prodotto dal celebre Stephen Street, l'album raggiunse la posizione n. 2 delle classifiche britanniche.
La canzone Valerie è stata remixata da Mark Ronson nel suo album Version (2007) con la voce di Amy Winehouse.

## Tracce
1. Tired of Hanging Around – 3:34
2. It's the Little Things We Do – 3:07
3. Valerie – 3:56
4. Someone Watching Over Me – 3:34
5. Secrets – 3:16
6. How Does It Feel? – 3:49
7. Why Won't You Give Me Your Love? – 3:22
8. Oh Stacey (Look What You've Done!) – 3:29
9. You've Got a Friend in Me – 3:57
10. Hello Conscience – 3:27
11. I Know I'll Never Leave – 4:58

## Formazione
- Boyan Chowdhury - chitarra
- Abi Harding - sax (alto e tenore), voce
- Sean Payne - composizioni, batteria, percussioni, cori
- Russell Pritchard - basso, seconda voce
- Ted Jensen - masterizzazione
- Juno Liverpool - direttore artistico, design
- Martin Mittler - ingegnere del suono
- Tom Stanley - assistente
- Stephen Street - missaggio, produzione
- Cenzo Townshend - ingegnere del suono, missaggio
- Sam Miller - assistente al missaggio